# Velika nagrada Las Vegasa
Velika nagrada Las Vegasa utrka je Formule 1.

## Pobjednici

### Po godinama
| Godina        | Vozač            | Bolid               |
| ------------- | ---------------- | ------------------- |
| 1981.         | Alan Jones       | Williams-Ford       |
| 1982.         | Michele Alboreto | Tyrrell-Ford        |
| 1983. ⋮ 2022. | Nije održana     | Nije održana        |
| 2023.         | Max Verstappen   | Red Bull-Honda RBPT |
| 2024.         | George Russell   | Mercedes            |